# حرب الخلافة القشتالية
حرب الخلافة القشتالية هي حرب خلافة إندلعت في سنة 1475 إلى سنة 1479 بنزاع حول خلافة عرش إنريكي الرابع بين شقيقته إيزابيلا الأولى وبين ابنته المزعومة خوانا لا بلترانيخا، وقد إنقسم نبلاء المملكة حينها بين مؤيد لحكم إيزابيلا وبين المؤيدين لحكم خوانا. وكان المعترضون على خلافة خوانا يشككون في بنوة خوانا للملك المتوفي إنريكي الرابع وشككوا أن والدها الحقيقي هو بلتران دي لا كويفا وألذي كان أحد النبلاء المقربين من والدها، وألذي أعتقد بأنه على علاقة بزوجته خوانا من البرتغال، وقد جادل مؤيدي إيزابيلا أيضاً بكونها الوريثة ألتي اعتمدها شقيقها ألفونسو، أمير أستورياس وألذي كان على نزاع مع أخيه الغير الشقيق انريكي وألذي توفي أثناء صغره. بعد وفاة إنريكي بوقت قصير قامت إيزابيلا بتنصيب نفسها كملكة على قشتالة وطالبت بولاء النبلاء لها، مما أدى لاعتراض العديد من النبلاء ضدها ومن ضمنهم عائلة باتشيكو صاحبة النفوذ الكبير في المملكة. تمكنت إيزابيلا من كسب تأييد عائلة ميندوزا ألتي كانت مقربة من الملك إنريكي، كما ساندتها مملكة أرغون وألتي كانت تحت قيادة زوجها الأمير فرناندو، فيما وقفت البرتغال بصف خوانا.

## الحرب
جمع الفريقين قواتهم في ربيع سنة 1475، تردد في البداية أفونسو الخامس على إرسال قواته لحل خلافات قشتالة ولكن في ظل ضغط كل من ألفونسو كاريو أسقف طليطلة ودييغو لوبيز باتشيكو قبل أفونسو الخامس بمساندة ابن شقيقته خوانا مع أن تكون قواته كقوات مساندة لقوات كاريو وباتشيكو، ولكي يحصل على شرعية أكبر في الحرب أعلن زواجه من ابن أخته خوانا، لكنه لم يتم زواجه منها، حيث إنتظر اعتراف البابا بالزواج. وبهذا بدأت قواته بالتوغل في إكستريمادورا وثم دخل إلى مقاطعة ليون، تخوف حينها الأمير فرناندو من خطر احتلال البرتغاليين لبورغوس فإنطلق مع قواته لحصارها، في خريف 1775 كانت قوات أفونسو والموالين لخوانا قد وصلوا إلى أريفالو، ومع استمرار صمود بورغوس بوجه إيزابيلا، تخوف فرناندو وإيزابيلا من وصولهم لبورغوس وفكهم الحصار عليها، فإنطلق فرناندو إلى تورو حيث كانت تتمركز القوات البرتغالية لمنع تقدمها. أمل أفونسو بأن يتحرك الفرنسيين من الشمال لمساندتهم، وقد كانت فرنسا في نزاع مع أراغون على منطقة روسيون، لكن فرنسا كانت منشغلة بعدة حروب حينها ضد بورغندي وضد انجلترا، كما كانت تخطط لاحتلال شمال إيطاليا. قلعة بورغوس لم تصمد أمام حصار إيزابيلا وسرعان ما أعلن نبلاء المدينة ولائهم لإيزابيلا في مطلع سنة 1476. بعد استستلام بورغوس استمر الطرفين بالمناوشات في منطقة ليون، إلى إصطدما في معركة تورو، حيث إندلعت معركة طاحنة بين الاثنين هناك استمرت لثلاثة أيام وقتل عدد كبير من الطرفين، وقد أعلن كلا الطرفين نصرهم في المعركة، لكن الحقيقة أن الجانب الأيمن ألذي قاده الأمير جواو انتصر على الجانب الأيسر لقوات الأمير فرناندو وألتي كانت تحت قيادته، أما الجانب الأيمن لقوات قشتالة ألذي كان تحت قيادة عائلة ميندوزا انتصر على الجانب الأيسر للبرتغاليين وألذي كان تحت قيادة الملك أفونسو. الحرب أيضاً توسعت إلى البحر حيث استغلها البرتغاليين لأخذ المستعمرات الاسبانية الغنية في المحيط الاطلسي في السواحل والجزر الأفريقية، تمكنت السفن البرتغالية بسهولة بقيادة فيرناو غوميش من احتلال المستعمرات القشتالية في الأطلسي وتمكنوا من احتلال جزر غينيا (جزر الرأس الأخضر).

## نهاية الحرب
بعد الانتصار الاستراتيجي لايزابيلا وفرناندو في معركة تورو، خسر أفونسو وخوانا الكثير من مؤيديهم. استغل فرناندو ذلك لأجل دحر القوات البرتغالية واخراجهم من ليون واكسترامادورا، وقد استمر فرناندو بملاحقتهم حتى انه دخل إلى الأراضي البرتغالية، أما أفونسو فاستمر يأمل تدخل فرنسا في الحرب والدخول إلى الحرب من الشمال، حيث سافر شخصياً لمقابلة ملك فرنسا لويس الحادي عشر واقناعه بالدخول للحرب، لكن لويس اكتفى بدعمه ببعض المرتزقة البحارين، حاولت إيزابيلا مصالحة فرنسا لعدم دخولهم إلى الحرب بجانب البرتغاليين، في نهاية سنة 1478 اتفق فرناندو وايزابيلا مع الملك لويس بالتعهد بإيقاف تحالفهم مع ماكسيمليان الأول والإبقاء على منطقة روسيون تحت السيطرة الفرنسية مقابل اعتراف لويس بإيزابيلا كملكة على قشتالة. في نهاية سنة 1478 أصبحت معظم قشتالة تحت سيطرة إيزابيلا ولم تبقى إلا بعض المناطق في الأندلس ألتي استمرت بتأييد خوانا، في بداية سنة 1479 استغلت الكونتيسة بياتريز باتشيكو انتصار القوات البرتغالية في سبتة لتعلن عصيانها ضد ايزابيلا، حيث تواصلت مع البرتغال وجمعت قوة من 1000 فارس (منهم 250 قشتالي فقط)، إيزابيلا ألتي كانت حينها في إشبيلية أرسلت قواتها تحت قيادة ألونسو دي كارديناس وإندلعت معركة طاحنة، وألتي سرعان ما إنسحب البرتغاليين منها. كسب إيزابيلا وفرناندو شرعية جديدة بحكمهم بعدما أنجبت إيزابيلا إبنها الذكر خوان، أمير أستورياس، وبنفس الوقت أعلن البابا سيكتوس الرابع بطلان زواج الملك أفونسو من ابنة إخته خوانا مما أفقد شرعية سلطته في قشتالة بشكل نهائي.

## الاتفاق

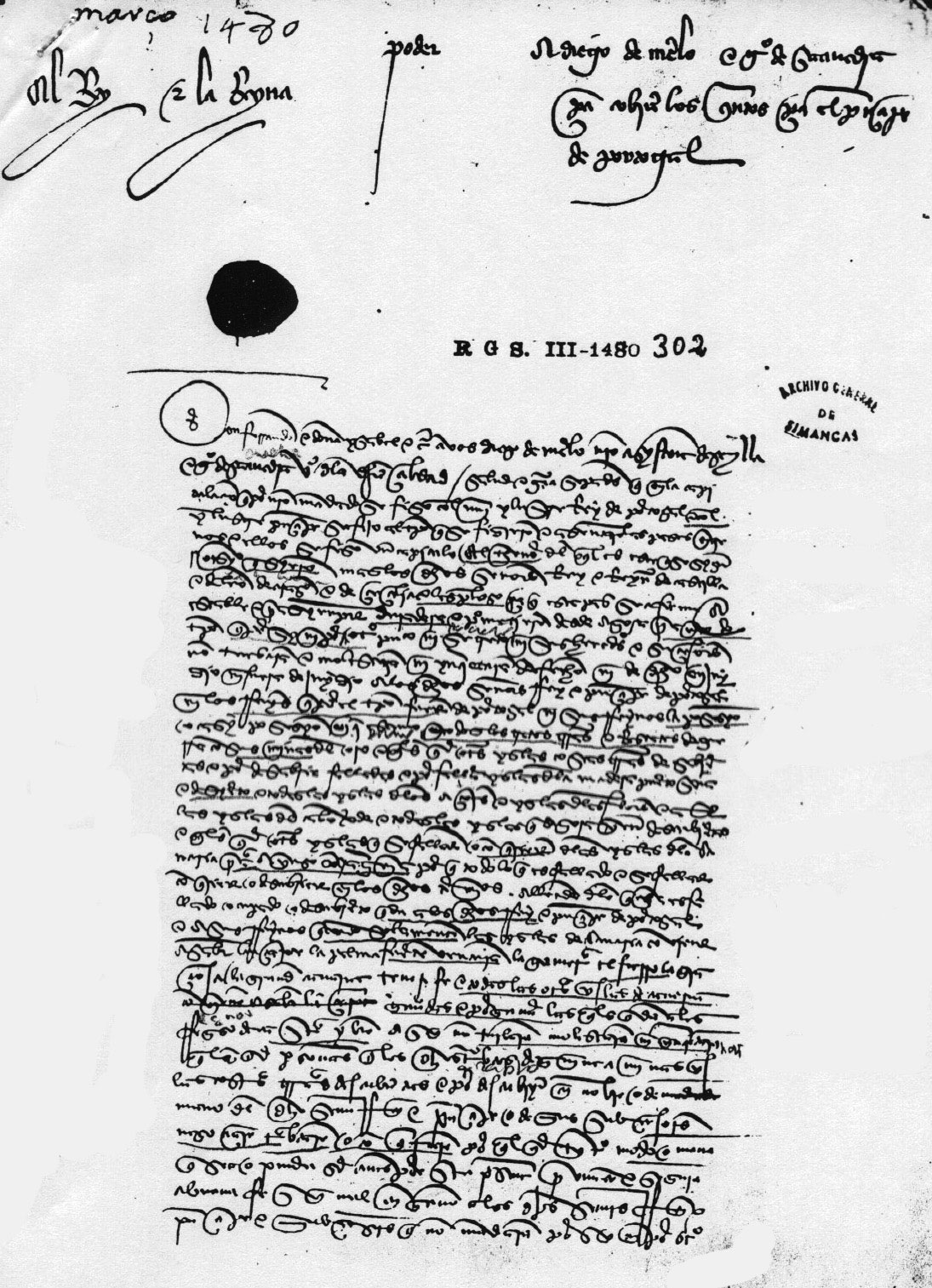
إتفاقية ألكاتشوفاش

في أبريل 1479 توجه الملك فرناندو إلى مدينة القنطرة حيث كانت تتواجد الكونتيسة بياتريز لأجل الاتفاق على وقف النزاع، استمرت المفاوضات بينهم 50 يوم، لكن بياتريز لم تقبل الاعتراف بإيزابيلا كملكة، تحارب كلا الطرفين وأجبر عندها كل من بياتريز وكاريو أسقف طليطلة على الاعتراف بإيزابيلا كملكة.
ولأجل إيقاف الحرب مع البرتغال، توجه كل من الملكين فرناندو وإيزابيلا في سبتمبر 1479 إلى مدينة ألشاكوفاش (فيانا دي ألينتيو اليوم) للتوصل لإتفاق لوقف الحرب، وعقدوا هناك إتفاقية ألكاتشوفاش مع الملك أفونسو الخامس ملك البرتغال، وأتفقوا على اعتراف أفونسو بكل من إيزابيلا وفرناندو كملكين شرعيين على قشتالة، مقابل تخلي قشتالة عن كامل مستعمراتها في الأطلنطي ما عدا جزر الكناري وعدم قيام أي مستعمرة لها في جنوب الأطلنطي. كذلك طالبت إيزابيلا بإزالة كل الألقاب الملكية من منافستها خوانا لا بلترانيخا وأن تدخل للترهب في الدير. اتفق إيزابيلا وفرناندو مع الملك البرتغالي أيضاً على إقامة زواج مستقبلي بين إبنتهم إيزابيلا من أراغون مع الأمير أفونسو حفيد الملك.